# 2007 TU24
2007 TU24는 2007년 10월 11일, 애리조나주의 카탈리나 전천탐사 팀이 발견한 소행성이다. 레이다 화상으로 예상되는 지름은 250미터이다. 2008년 1월 29일 08:33 UTC, 지구로부터 554,209 km(지구와 달 거리의 1.4배)까지 접근했다. 2007년까지 이 크기의 천체 중에서 지구와 가장 가까운 거리까지 접근한 천체이다. 가장 가까웠을 때의 겉보기 등급은 +10.3으로, 맨 눈으로는 보기 힘들며, 관측을 위해서는 3인치 망원경을 필요로 했다.

## 같이 보기
- 천문학의 임시 명칭
- 레이더 천문학